# ラファエル・ヴォルフ
ラファエル・ヴォルフ（ドイツ語: Raphael Wolf、1988年6月6日 - ）は西ドイツ・ミュンヘン出身の元プロサッカー選手。現役時代のポジションはゴールキーパー。

## タイトル
フォルトゥナ・デュッセルドルフ
- 2. ブンデスリーガ : 2017-18

| スタブアイコン | サブスタブ | この項目は、まだ閲覧者の調べものの参照としては役立たない、サッカー選手に関連した書きかけの項目です。この項目を加筆・訂正などしてくださる協力者を求めています（P:サッカー/PJ:サッカー選手/PJ:女子サッカー）。 |